# موتر الإجهاد لكوشي

الشكل 2.3 مكونات الاجهاد في ثلاثة أبعاد

في الميكانيكا الاستمرارية، ممتد الإجهاد لكوشي {\displaystyle {\boldsymbol {\sigma }}} ، أو موتر الإجهاد لكوشي،  هو موتر من الدرجة الثانية تمت تسميته نسبة إلى أوغستين لويس كوشي. هذا الموتر عبارة عن مصفوفة ذات تسعة عناصر {\displaystyle \sigma _{ij}} والتي تحدد حالة الإجهاد عند نقطة داخل مادة ما. يربط الموتر متجه الوحدة {\displaystyle \mathbf {n} } بمتجه الإجهاد {\displaystyle \mathbf {T} ^{(\mathbf {n} )}} عبر سطح وهمي متعامد مع {\displaystyle \mathbf {n} } :
{\displaystyle \mathbf {T} ^{(\mathbf {n} )}=\mathbf {n} \cdot {\boldsymbol {\sigma }}\quad {\text{or}}\quad T_{j}^{(n)}=\sigma _{ij}n_{i}.}
حيث،
{\displaystyle {\boldsymbol {\sigma }}=\left[{\begin{matrix}\sigma _{11}&\sigma _{12}&\sigma _{13}\\\sigma _{21}&\sigma _{22}&\sigma _{23}\\\sigma _{31}&\sigma _{32}&\sigma _{33}\\\end{matrix}}\right]\equiv \left[{\begin{matrix}\sigma _{xx}&\sigma _{xy}&\sigma _{xz}\\\sigma _{yx}&\sigma _{yy}&\sigma _{yz}\\\sigma _{zx}&\sigma _{zy}&\sigma _{zz}\\\end{matrix}}\right]\equiv \left[{\begin{matrix}\sigma _{x}&\tau _{xy}&\tau _{xz}\\\tau _{yx}&\sigma _{y}&\tau _{yz}\\\tau _{zx}&\tau _{zy}&\sigma _{z}\\\end{matrix}}\right]}
وحدات كل من موتر الإجهاد ومتجه الإجهاد حسب النظام الدولي للوحدات (SI) هي N / m 2 مطابقة للجهد ككمية قياسية، حيث ان متجة الوجدة ليس له وحدات.
يتبع ممتد الإجهاد لكوشي قانون تحويل الموتر تحت تغيير في نظام الإحداثيات. دائرة موهر للإجهاد هي تمثيلا رسوميًا لقانون التحويل.
يُستخدم موتر الإجهاد لكوشي في تحليل الإجهاد للأجسام المادية التي تعاني من تشوهات صغيرة: وهو مفهوم مركزي في النظرية الخطية للمرونة. اما بالنسبة للتشوهات الكبيرة، والتي تسمى أيضًا التشوهات المنتهية، فيلزم اتخاذ قياسات أخرى للإجهاد، مثل ممتدة الإجهاد لكيرشوف وبيولا (Piola-Kirchhoff) ، وممتدة الإجهاد لبيوت (Biot)، ممتدة الإجهاد لكيرشوف (Kirchhoff).
وفقًا لمبدأ حفط الزخم الخطي، إذا كانت المادة المتصلة في حالة اتزان حركي، فيمكن إثبات أن مكونات موتر الإجهاد لكوشي في كل نقطة مادية في الجسم تتبع معادلات الاتزان (معادلات كاكي للحركة بلا تسارع). في الوقت نفسه، وفقًا لمبدأ حفظ الزخم الزاوي، يتطلب الاتزان أن يكون مجموع العزم الدوراني بالنسبة إلى نقطة تخيلة صفرًا، مما يؤدي إلى استنتاج أن موتر الإجهاد متماثل، وبالتالي لا يحتوي إلا على ستة مكونات إجهاد مستقلة، بدلا من تسعة.
هناك بعض العناصر الثابتة المرتبطة بموتر الإجهاد، والتي لا تعتمد قيمها على نظام الإحداثيات المختار، أو عنصر المنطقة الذي يعمل عليه موتر الإجهاد. هذه هي القيم الذاتية الثلاثة لموتر التوتر، والتي تسمى الضغوط الرئيسية.

## مبدأ الإجهاد لأويلر وكوشي - متجة الإجهاد

االشكل 2.1a التوزيع الداخلي لقوى التماس وزوج الاجهاد على من السطح الداخلي لمادة متصلة نتيجة للتلامس بين جزأين من المادة المتصلة مفصولة بواسطة السطح الداخلي.

الشكل 2.1b التوزيع الداخلي لقوى التماس وزوج الاجهاد على من السطح الداخلي في المادة المتصلة ، نتيجة للتفاعل بين جزأين من مادة متصلة مفصولة السطح

الشكل 2.1c متجة الإجهاد على سطح داخلي S مع المتجة العامودي للسطح n. اعتمادًا على اتجاه المستوى ، قد لا يكون متجه الإجهاد بالضرورة عموديًا على ذلك السطح ، أي بالتوازي مع ، ويمكن تحليله إلى مكونين: مكون عمودي للسطح ، يسمى الإجهاد العمودي ، ومكون آخر موازٍ للسطج ، يُسمى إجهاد القص.

ينص مبدأ الإجهاد لأويلر وكوشي على أن الفعل الناتج من أي سطح يقسم الجسم (حقيقي أو خيالي) على الجزء الآخر (سطح في الجانب الآخر) هو مكافئ (مساوٍ) لنظام القوى الموزعة والأزواج على السطح الذي يقسم الجسم ،  ويمثله الحقل {\displaystyle \mathbf {T} ^{(\mathbf {n} )}} ، يسمى متجه الإجهاد، المعرف على السطح {\displaystyle S} ويفترض أن يعتمد باستمرار على متجة الوحدة للسطح {\displaystyle \mathbf {n} }. :p.66–96
لصياغة مبدأ الإجهاد لأويلر وكوشي، ينظر لسطح تخيلي {\displaystyle S}مار بنقطة داخلية {\displaystyle P} وقاسم للجسم المستمر إلى قسمين كما هو موضح في الشكل 2.1a أو الشكل 2.1b (يمكن استخدام الرسم التخطيطي للمادة المتصلة مفصولة بواسطة سطح أو الرسم التخطيطي للحجم التخيلي داخل الجسم المتصل المحاط بالسطح {\displaystyle S})
حسب الديناميكا الكلاسيكية لنيوتن وأويلر، فإن حركة الجسم المادي تُنتج من خلال قوى خارجية، والتي يُفترض أن تكون من نوعين: قوى السطح {\displaystyle \mathbf {F} } وقوى الجسم {\displaystyle \mathbf {b} } . وبالتالي، فإن القوة الكلية {\displaystyle {\mathcal {F}}} على الجسم أو على جزء من الجسم يمكن وصفها على النحو التالي:
{\displaystyle {\mathcal {F}}=\mathbf {b} +\mathbf {F} }
ستتم مناقشة القوى السطحية فقط في هذه المقالة لأنها ذات صلة بممتدة الإجهاد لكوشي.
عندما يتعرض الجسم لقوى خارجية من نوع قوى السطح أو قوى الاتصال {\displaystyle \mathbf {F} }، باتباع معادلات أويلر للحركة، تنتقل قوى الاتصال الداخلية والعزم الدوراني من نقطة إلى أخرى في الجسم، ومن شريحة إلى أخرى عبر السطح الفاصل {\displaystyle S} بسبب التلامس الميكانيكي لجزء من المادة المتصلة على الآخر (الشكل 2.1a و 2.1b). على عنصر مساحة {\displaystyle \Delta S} محتوي {\displaystyle P}، مع متجة عمودي {\displaystyle \mathbf {n} } ، توزيع القوة مكافئ لقوة التماس {\displaystyle \Delta \mathbf {F} } عند النقطة P والعزم الدوراني السطحي {\displaystyle \Delta \mathbf {M} }
{\displaystyle \Delta \mathbf {M} } . على وجه الخصوص، يتم وصف قوة الاتصال على النحو التالي:
{\displaystyle \Delta \mathbf {F} =\mathbf {T} ^{(\mathbf {n} )}\,\Delta S}
حيث،
{\displaystyle \mathbf {T} ^{(\mathbf {n} )}}: متوسط الجر للسطح.
يؤكد مبدأ الإجهاد لكوشي انه عندما تصبح  :p.47–102 {\displaystyle \Delta S} صغيرة جدا وتميل إلى الصفر، فإن النسبة {\displaystyle \Delta \mathbf {F} /\Delta S} تصبح {\displaystyle d\mathbf {F} /dS} وزوج متجة الإجهاد{\displaystyle \Delta \mathbf {M} } يختفي. في مجالات محددة من الميكانيكا الاستمرارية، يفترض ألا يتلاشى إجهاد الزوجين؛ ومع ذلك، فإن الفروع الكلاسيكية لميكانيكا الاستمرارية تتناول المواد غير القطبية التي لا تأخذ في الاعتبار زوج الإجهاد والزخم الزاوي للجسم.
المتجه الناتج{\displaystyle d\mathbf {F} /dS} يتم تعريفه بالجر السطحي، ويسمى متجه الجر أو متجه الإجهاد  يمثل ب {\displaystyle \mathbf {T} ^{(\mathbf {n} )}=T_{i}^{(\mathbf {n} )}\mathbf {e} _{i}} عند النقطة {\displaystyle P} المرتبطة بمستوى له متجه عمودي {\displaystyle \mathbf {n} }.
{\displaystyle T_{i}^{(\mathbf {n} )}=\lim _{\Delta S\to 0}{\frac {\Delta F_{i}}{\Delta S}}={dF_{i} \over dS}.}
المعادلة السابقة تعني أن متجه الإجهاد يعتمد على موقعه داخل الجسم واتجاه المستوى الذي يتصرف عليه.
هذا يعني أن الفعل الموازن لقوى الاتصال الداخلية يولد كثافة قوة تماس أو مجال كوشي للسحب  {\displaystyle \mathbf {T} (\mathbf {n} ,\mathbf {x} ,t)} وذلك يمثل توزيع قوى التماس الداخلية في جميع أنحاء الجسم في تكوين معين من الجسم في وقت معين {\displaystyle t} . إنه ليس مجال متجه لأنه لا يعتمد فقط على الموضع {\displaystyle \mathbf {x} } لنقطة معينة في مادة، بل أيضًا على الاتجاه المحلي للسطح كما هو محدد بواسطة المتجة العمودي {\displaystyle \mathbf {n} } .
اعتمادًا على اتجاه المسوى المنظور اليه، قد لا يكون متجه الإجهاد بالضرورة عموديًا على ذلك المستوى، أي بالتوازي مع {\displaystyle \mathbf {n} }، ويمكن تحليله إلى مكونين (الشكل 2.1c):
- احدهما عمودي على السطح، ويدعى الإجهاد العمودي

{\displaystyle \mathbf {\sigma _{\mathrm {n} }} =\lim _{\Delta S\to 0}{\frac {\Delta F_{\mathrm {n} }}{\Delta S}}={\frac {dF_{\mathrm {n} }}{dS}},}
حيث {\displaystyle dF_{\mathrm {n} }} هي المركبة العمودية للقوة {\displaystyle d\mathbf {F} }على {\displaystyle dS}
- والآخر موازي لهذا السطح، ويدعى إجهاد القص

{\displaystyle \mathbf {\tau } =\lim _{\Delta S\to 0}{\frac {\Delta F_{\mathrm {s} }}{\Delta S}}={\frac {dF_{\mathrm {s} }}{dS}},}
حيث {\displaystyle dF_{\mathrm {s} }} هو المركبة المماسية للقوة {\displaystyle d\mathbf {F} } على المساحة {\displaystyle dS}. يمكن تحليل اجهاد القص إلى متجهين متعامدين ايضًا.

## إجهادثماني السطوح

الشكل 6. مستويات الإجهاد لثماني السطوح

بالنظر إلى الاتجاهات الرئيسية كمحور إحداثي، فإن المستوى الذي يقوم متهه العمودي بعمل زوايا متساوية مع كل من المحاور الرئيسية (أي أن يكون اتجاه جيب التمام يساوي {\displaystyle |1/{\sqrt {3}}|}) يسمى مستوى ثماني السطوح . هناك ما مجموعه ثماني مستويات ثماني السطوح (الشكل 6). تسمى المكونات العمودية والقص في ممتد الإجهاد على هذه امستويات الإجهاد العمودي لثماني السطوح {\displaystyle \sigma _{\mathrm {oct} }} واجهاد القص لثماني السطوح {\displaystyle \tau _{\mathrm {oct} }} على التوالي. مستوى ثماني السطوح المار بنقطة الأصل يعرف باسم مستوى π . على المستوى {\displaystyle s_{ij}=I/3} .
ومع العلم أن ممتد الإجهاد من النقطة O (الشكل 6) في المحاور الرئيسية هو
{\displaystyle \sigma _{ij}={\begin{bmatrix}\sigma _{1}&0&0\\0&\sigma _{2}&0\\0&0&\sigma _{3}\end{bmatrix}}}
فإن متجة الإجهاد على مستوى ثماني السطوح هو:
{\displaystyle {\begin{aligned}\mathbf {T} _{\mathrm {oct} }^{(\mathbf {n} )}&=\sigma _{ij}n_{i}\mathbf {e} _{j}\\&=\sigma _{1}n_{1}\mathbf {e} _{1}+\sigma _{2}n_{2}\mathbf {e} _{2}+\sigma _{3}n_{3}\mathbf {e} _{3}\\&={\tfrac {1}{\sqrt {3}}}(\sigma _{1}\mathbf {e} _{1}+\sigma _{2}\mathbf {e} _{2}+\sigma _{3}\mathbf {e} _{3})\end{aligned}}}
المكون العمودي لمتجه الإجهاد عند النقطة O المرتبط بمستوى ثماني السطوح هو
{\displaystyle {\begin{aligned}\sigma _{\mathrm {oct} }&=T_{i}^{(n)}n_{i}\\&=\sigma _{ij}n_{i}n_{j}\\&=\sigma _{1}n_{1}n_{1}+\sigma _{2}n_{2}n_{2}+\sigma _{3}n_{3}n_{3}\\&={\tfrac {1}{3}}(\sigma _{1}+\sigma _{2}+\sigma _{3})={\tfrac {1}{3}}I_{1}\end{aligned}}}
وهو متوسط الإجهاد الهيدروستاتيكي. هذه القيمة تكون متساوية في جميع مستويات ثماني السطوح الثمانية. إجهاد القص على مستوى ثماني السطوح يكون كالتالي:
{\displaystyle {\begin{aligned}\tau _{\mathrm {oct} }&={\sqrt {T_{i}^{(n)}T_{i}^{(n)}-\sigma _{\mathrm {n} }^{2}}}\\&=\left[{\tfrac {1}{3}}(\sigma _{1}^{2}+\sigma _{2}^{2}+\sigma _{3}^{2})-{\tfrac {1}{9}}(\sigma _{1}+\sigma _{2}+\sigma _{3})^{2}\right]^{1/2}\\&={\tfrac {1}{3}}\left[(\sigma _{1}-\sigma _{2})^{2}+(\sigma _{2}-\sigma _{3})^{2}+(\sigma _{3}-\sigma _{1})^{2}\right]^{1/2}={\tfrac {1}{3}}{\sqrt {2I_{1}^{2}-6I_{2}}}={\sqrt {{\tfrac {2}{3}}J_{2}}}\end{aligned}}}